# 結婚しようよ (星里もちるの漫画)
『結婚しようよ』（けっこんしようよ）は、星里もちるによる日本の漫画。小学館の『ビッグコミックスピリッツ』で1995年第1号まで掲載された。その後、特別編とも言える「Special Lesson」が『週刊ビッグコミックスピリッツ増刊号』1995年3月号に掲載された。

## あらすじ
紺野雅寿は大学時代からの恋人である見城早苗と同じ会社に入社した。そして2人は新たに設立された結婚式場を運営するブライダル課に配属され、早苗との結婚を夢見ていた雅寿は配属早々にプロポーズした。2人はお互いに愛し合ってはいたものの、早苗は結婚に疑問を抱いていた。折に触れ話し合う2人だったが逆に喧嘩は絶えず、プロポーズの日を境に溝は深まっていった。
結婚式場で衣装などを担当する業者として、小坂祥子が雅寿の前に現れる。祥子は結婚することが夢だと言い、同じ結婚観を持つ雅寿は意気投合する。他方、雅寿を愛するもののすれ違いに悩む早苗には、離婚歴のある柿枝一樹が親身に相談に乗るようになっていった。

## 登場人物
紺野 雅寿（こんの まさとし）
ひいじいちゃんの頃から東京住まいで、東京都武蔵野市八幡町に両親と住んでいる。一人っ子。母は専業主婦で、雅寿は理想的な家庭と述べている。最寄り駅はJR三鷹駅。大学では経済学部。酒に弱い。
大学時代に組んだバンド・半導体バンドではボーカルを担当。バンドメンバー募集に応募してきた早苗とはすぐに深い仲となり、早苗は雅寿の担当とまで言われるようになっていた。早苗とはラブホテルに通う仲。しかし両親や社内には仲を公表することを渋っている。両親には紹介していないだけでなく、結婚したい相手がいるかとの問いに否定までしている。しかし早苗との結婚には積極的。早苗と一緒にいたかったことから早苗と同じ会社アゲハに入社した。
初体験は中学2年生で相手は「いっこ上の先輩」。その次は「高校3年生の時に同級生と」。早苗は3人目。
JRと丸ノ内線で通勤している。下の名前で呼び捨てているため、社内では早苗と交際していることは早々に知れ渡っているが、そのことには言われるまで気付いていなかった。
早苗とすれ違いがちになった時に出逢った祥子と交際するようになる。
見城 早苗（けんじょう さなえ）
家族と同居しており、住所は劇中の地図から東京都渋谷区本町1丁目30番地付近。雅寿とは同じ大学、同じ学年で経済学部。大学のときから4年の交際。雅寿らとはバンド・半導体バンドを組み、キーボードを担当しアマチュアバンドの人たちの中では有名人。女子高出身で雅寿が初体験。雅寿とは一生の愛は誓うが結婚には否定的。
メカに強く機械いじりが大好きで、ハイテク企業であるアゲハに入社した。しかしブライダル課に配属されたことから退社を考えたが、機械操作担当となり、考え直す。パソコンのキーボードのタイプは神の手とまで言う者もいる。機械を触っていれば機嫌がよく、気分屋。新し新物好きで次々新製品を買うので貯金はしていない。
ブライダル課では音響とオルガン演奏を担当しており、音響課と映像事業部で研修する。研修先で柿枝と出逢う。
悩んでいるときはスーパーファミコンで気を紛らわす（が、紛れない）。方向音痴で自動車の運転も苦手。
小阪 祥子（こさか しょうこ）
大分県出身の美容師。母親も美容師で店をやっていた。勤務先のカズミ美容室がブライダル課に出入りすることとなり、雅寿と出逢った。ルームメイトのみやちゃんと三鷹駅から徒歩可能な範囲に住んでいる。
父親は留守勝ちだったことから、家で家族を出迎える専業主婦を望むようになった。結婚することが夢。結婚観では聖子ちゃんでなく百恵ちゃんを支持しており、共通の結婚観から雅寿と交際するようになった。早苗曰く「胸もお尻も大きくて気立てがよくて女らしくて家庭的」で、自分とは対照的とのこと。
柿枝 一樹（かきえだ かずき）
アゲハテクニカル音響課に勤務する音響技術者。社内ではほぼ作業服で過ごす。大学は山岳部。自宅は立川。自称、フェミニスト。部下への気配り上司で通っている。妻・美代子（みよこ）は貯金を勝手に下ろし、車のセールスマンと駆け落ちしたらしく、バツイチとのこと。
早苗とは自分の課に研修に来たことで出逢い、「セクハラ」との早苗に「ばーか」と言い返す仲になる。早苗のことを見城、雅寿をマサトシと呼ぶ。早苗しか社内では名前で呼ばない中で初対面からマサトシ君と呼んだことから雅寿は早苗との仲を知る。人ごみが嫌いで自家用車通勤だったが、電車通勤に変える。雅寿のことで悩む早苗に様々な助言と協力を行い、仕事そっちのけで早苗に肩入れするまでになり親しくなっていった。
自家用車はホンダ・ラファーガ。後にホンダ・シビック（5代目）の3ドアハッチバック。瞬間移動やライダーキック、赤胴真空切りと妙な技を使う。

### アゲハテクニカル
電機電子メーカーで超ハイテク産業の最大手。しかし羽田一族による同族会社でワンマン体質。アゲハのビルは駅から徒歩3分。同じ作者の作品『夢かもしんない』にも名前だけ登場している。

#### 第九企画室ブライダル課
新設された結婚式場を運営する部署。アゲハの映像・音響・照明の技術と音楽ホールのノウハウを活かして、バブル崩壊による多角経営のために設立された。雅寿や早苗を含む新入社員からは18名が配属された。最初のオフィスはアゲハのビルの16階にあったが、その後、完成した結婚式場アゲハブライダルガーデンにオフィスは移される。アゲハブライダルガーデンにはホテルが併設され、先行開業していた。式場は1994年4月25日にオープン。
後述以外に、井上・山崎・山口・小田切・桜井広子・野村豊は名前だけあるいはキャラの特定ができない課員。
久保田 広子（くぼた ひろこ）室長
室長にしては若い。すぐ怒る鬼の様なキャリアウーマン。早苗（と雅寿）をモデルにした模擬の結婚写真が好評すぎ社内が恋愛で浮わついたことから、課での社内恋愛を禁止した。しかしそれは1年という期限で実績を残すという課題を持たせられていたため。その後、社内恋愛は原則禁止に緩和された。機械に弱いく歌も音痴。
その手腕から早苗は独身と予想していたが、夫と娘がいる。本人は家を空けることが多いが逆に夫は文章の仕事をしており在宅がちで、家族生活は円満。結婚は犠牲との考えを持っていた早苗に考えを改めさせることとなる。娘は小学生で名前は舞衣（まい）。
暮林 豪（くればやし ごう）
婚礼司会20年、司会業25年のプロ。司会担当の雅寿や荒川のトレーナーとして出入りしており、課員ではない。倉林先生と呼ばれている。住所は弥生町とのこと。オカマで恋人（かれ）とは10年の交際。同性婚が認められていないことから、婚礼司会に嫌気が差していた。ブライダルガーデン開所初日には彼に別れを告げられ荒れていた。泣き腫らしたため式には出られず研修中の雅寿が急遽代役としてデビューした。
宗井 辰吉（むない たつきち）
ブライダル課の男性。41歳で独身。窓際族を自認している。昔は機動隊とよくやりあったという。15年前に入社。入社当時から桂木文子に気があったものの声を掛けられなかった。しかしプロポーズをして5日で式を挙げ、娘をもうける。
美佐ちゃん
親が勝手に見合いを決めて夏休みに帰省する。レギュラーキャラで早苗らの同期の女性だが、名前が劇中で出たのは1回のみ。一緒にいることが多いもう一人の同期の女性は名前が推定できる場面が一度もない。
太田キャプテン
男性。式場の現場を統括する役職か。
荒川
雅寿と同期の男性。雅寿とともに司会担当。
山崎
新卒ではない男性。やる気なし。
山口
女性。

#### その他の部署員
桂木 文子（かつらぎ あやこ）
人事課の女性。元総務部で、お局様と恐れられていた。その当時に上司と不倫をしており、総務部という立場を悪用して配室を操作して第三会議室で逢引していた。しかし桂木は捨てられ、腹癒せで第三会議室の配室プログラムを削除した。それにより第三会議室は、使われる頻度が減り、良くない噂が流れ、物置となって、開かずの間と化していった。
桜井
音響二課の男性。昼休みに早苗を食事に誘い快諾されたが、早苗はその日の午後にはもう覚えてなかった。2度目も名乗った直後に早苗は名前を言えなかった。3度目で早苗もやっと名前を覚えた。
佐々木
システム二課の男性。早苗を食事に誘い断られる。
高田
コンピュータビジネス課の女性。
神田
照明機器（課? ）。

### カントリー バントリー
「カントリー バントリー」は、祥子のルームメイトのみやちゃんが所属するプリプリ系バンド。略称『カンパン』。
宮部（みやべ）
通称みやちゃん。女性。小坂 祥子のルームメイト。マキちゃんの代わりの加入した斉藤に好意を抱き、祥子の部屋を引き払い斉藤の部屋で同棲を始めた。その後、HOTELグランド掛沼園で結婚披露宴を挙げる。
サワダマキコ
通称マキちゃん。ベース。彼の希望で結婚を機に専業主婦となることでバンドを脱退する。婚約者の名前は清水。束縛したがりで評判は良くない。

### 半導体バンド
雅寿と早苗が参加していたバンド。イカ天がやっていた頃、テレビに出演した。テレビではコテンパンに貶されていたが、キーボードの見城だけは褒められていて見城の部分だけは何度も放映されたようだ。現在は解散しているが、今でもそこそこ有名。メンバーは5人。
斉藤 清
ベース。就職しないでバンド活動をしている。早苗の紹介でベースの抜けたカンパンに加入した。みやちゃんと同居し結婚する。
福山 次郎
ギター
津村 良
ドラムス

### アゲハで挙式したカップル
後藤 江利子（ごとう えりこ）と 田村 則行（たむら のりゆき）
アゲハブライダルガーデンで挙式した最初のカップル。馴れ初めは、則行が大学卒業の日に雨宿りしたのが江利子の自宅のゴトウ洋傘店だったことから、傘を買わされそうになったが金が無くて貸してもらった、というもの。則行はえり、江利子は則行と呼んでいる。アゲハブライダルガーデンの開設広告を見て結婚を決意する。仲人は神保大学の小谷 和義（こたに かずよし）・浜子 教授夫妻。則行は楽観主義で行き詰まると現実逃避する。その後に息子・拓郎が生まれる。
西本 研二（にしもと けんじ）と 小林 明日香（こばやし あすか）
飲食店を夢見て2人で弁当屋を営む。以前にアゲハの披露宴に参加した好印象から、アゲハで挙式するだけでなく雅寿と早苗を指名した。雅寿と早苗が羨むカップル。しかし2人の間には喧嘩が絶えない。その上、親族は結婚に反対しているというが…。
羽田 進一（はねだ しんいち）と 小宮 鏡子（こみや きょうこ）
羽田は昭和41年3月14日生まれ。アゲハテクニカルのエレクトロニクス開発統括本部開発センターの超エリート。父は羽田健三郎でアゲハの代表取締役だが、間柄は社内では一部の者にしか知らせていない。音響課には3年在籍していた。柿枝は根っからの技術屋で経営には向かないと評している。
小宮の実家は小宮テクノというパソコン部門で業績を上げている企業。アゲハの業務提携が同時期に行われている。会社の規模はアゲハの方が上で、政略結婚との見方もある。しかし不倫相手の山崎部長のことで結婚は乗り気ではない。

### その他登場人物
安藤ひとし
柿枝の後輩。柿枝に遣いを頼まれて祥子に会う。一番好きな食べ物はカレー。
山崎部長
小宮テクノの部長。小宮鏡子と不倫をしている。乗用車はホンダ・セイバー（初代）。

## 単行本
小学館ビッグスピリッツコミックスから発行された。全6巻。『』内は各巻の副題。第6巻の巻末には、『週刊ビッグコミックスピリッツ増刊号』1995年5月号に掲載された『結婚うようよ』が収録されている。
1. 『恋と仕事と男と女』1994年3月1日 ISBN 4-09-183371-3
2. 『危険な二人』1994年6月1日 ISBN 4-09-183372-1
3. 『さまよえる恋人たち』1994年9月1日 ISBN 4-09-183373-X
4. 『僕たちの失敗と成功』1994年11月1日 ISBN 4-09-183374-8 94年23号・24号・26号から34号掲載分
5. 『最後のお願い』1995年1月1日 ISBN 4-09-183375-6 94年35号から46号掲載分
6. 『求婚』1995年6月1日 ISBN 4-09-183376-4 94年47号から95年1号、週刊ビッグコミックスピリッツ増刊号95年3月号掲載分

初版の価格は、定価500円（本体485円）となっている。その後、定価509円に価格改定された。